# Stary Targ (gromada)
Stary Targ – dawna gromada, czyli najmniejsza jednostka podziału terytorialnego Polskiej Rzeczypospolitej Ludowej w latach 1954–1972.
Gromady, z gromadzkimi radami narodowymi (GRN) jako organami władzy najniższego stopnia na wsi, funkcjonowały od reformy reorganizującej administrację wiejską przeprowadzonej jesienią 1954 do momentu ich zniesienia z dniem 1 stycznia 1973, tym samym wypierając organizację gminną w latach 1954–1972.
Gromadę Stary Targ z siedzibą GRN w Starym Targu utworzono – jako jedną z 8759 gromad na obszarze Polski – w powiecie sztumskim w woj. gdańskim na mocy uchwały nr 24/III/54 WRN w Gdańsku z dnia 5 października 1954. W skład jednostki weszły obszary dotychczasowych gromad Nowy Targ, Tropy Sztumskie, Kątki, Kalwa i Stary Targ (bez osiedla roboczego Stary Targ) ze zniesionej gminy Stary Targ oraz działki poregulacyjne oznaczone Nr Nr 125, 126, 127 i 128 z dotychczasowej gromady Pietrzwałd ze zniesionej gminy Sztum w tymże powiecie. Dla gromady ustalono 26 członków gromadzkiej rady narodowej.
1 stycznia 1958 do gromady Stary Targ włączono miejscowości Olszówka, Ramoty, Waplewo Wielkie, Tulice, Waplewko i Tulice Małe zniesionej gromady Waplewo Wielkie w tymże powiecie.
Gromada przetrwała do końca 1972 roku, czyli do kolejnej reformy gminnej. 1 stycznia 1973 w powiecie sztumskim w woj. gdańskim reaktywowano zniesioną w 1954 gminę Stary Targ (od 1999 w woj. pomorskim; w latach 1999–2001 w powiecie malborskim, od 2002 ponownie w powiecie sztumskim).